# Caroline Chikezie

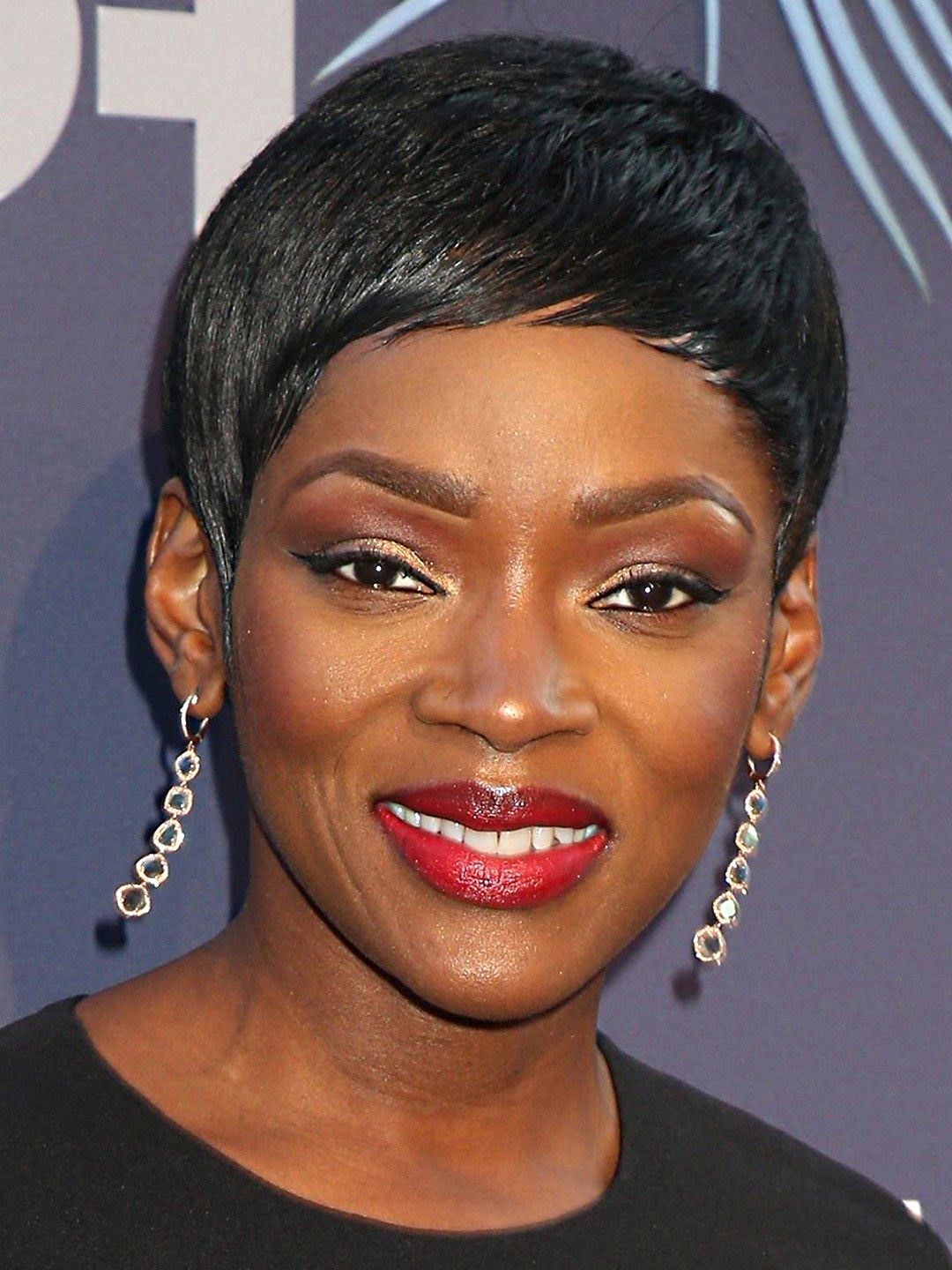
Caroline Chikezie, 2022

Caroline Chikezie (* 19. Februar 1974 in London) ist eine britische Schauspielerin nigerianischer Herkunft.

## Biografie
Ihr Schauspieldebüt gab Chikezie 1998 als Belinda Ofori in der britischen Fernsehserie Brothers and Sisters, gefolgt von dem Fernsehfilm Babymother. Ein Jahr später feierte sie ihr Kinodebüt mit dem Spielfilm Virtual Sexuality – Cyber-Love per Click; weitere Auftritte in Fernsehserien und Filmen reihten sich hinzu.
Schließlich wurde ihr die Rolle der Elaine Hardy in der dritten Staffel der erfolgreichen britischen Fernsehserie Footballers’ Wives (2004) angeboten, die sie auch im Ableger Footballers’ Wives Exposed (2004) spielte. Nach Erfolgsfilmen wie Die Hüterin der Gewürze und Æon Flux hatte sie 2006 mit dem Fantasy-Epos Eragon – Das Vermächtnis der Drachenreiter einen weiteren Höhepunkt ihrer Karriere.

## Filmografie (Auswahl)

### Filme
- 1998: Baby Mother
- 1998: Babymother (Fernsehfilm)
- 1999: Virtual Sexuality – Cyber-Love per Click (Virtual Sexuality)
- 2005: Æon Flux
- 2005: Die Hüterin der Gewürze (Mistress of Spices)
- 2006: Breaking and Entering
- 2006: Eragon – Das Vermächtnis der Drachenreiter (Eragon)
- 2006: Take 3 Girls
- 2009: Divas (The Killing of Wendy)
- 2010: Paris Connections
- 2010: Inale
- 2012: The Crime (The Sweeney)
- 2014: Everly – Mit den Waffen einer Frau
- 2017: Mayhem

### Serien
- 1998: Brothers and Sisters (eine Folge)
- 1999: Casualty (eine Folge)
- 2001: As If (sieben Folgen)
- 2002: Babyfather (eine Folge)
- 2002: Holby City (2 Folgen)
- 2003: 40 (Dreiteiler, 3 Folgen)
- 2004: Footballers’ Wives (7 Folgen)
- 2006/2007: Torchwood (2 Folgen)
- 2007: Supernatural (Folge 3x01)
- 2017: The Shannara Chronicles (7 Folgen)
- 2019: The Passage (Fernsehserie)